# Diócesis de Tallin
La diócesis de Tallin (en latín: Tallinnensis y en ewe: Tallinna piiskopkond) es una circunscripción eclesiástica de la Iglesia católica en Estonia. Se trata de una diócesis latina, inmediatamente sujeta a la Santa Sede. Desde el 26 de septiembre de 2024 su obispo es Philippe Jean-Charles Jourdan.

## Territorio y organización

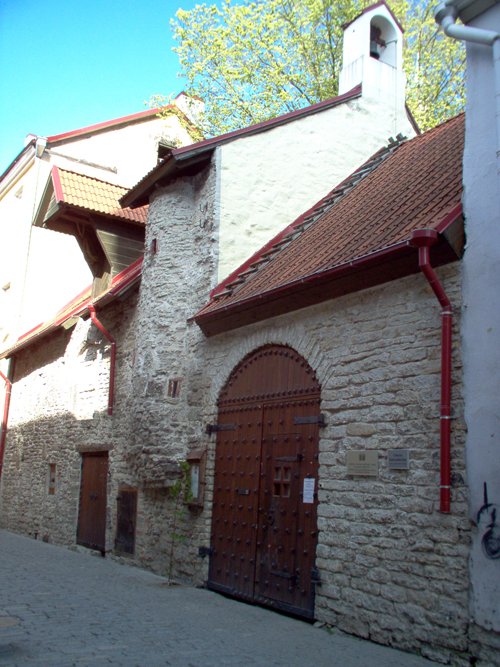
Parroquia greco-católica ucraniana de la Madre de Dios de las Tres Manos, en Tallin

La diócesis tiene 45 213 y extiende su jurisdicción sobre los fieles católicos de rito latino residentes en Estonia.

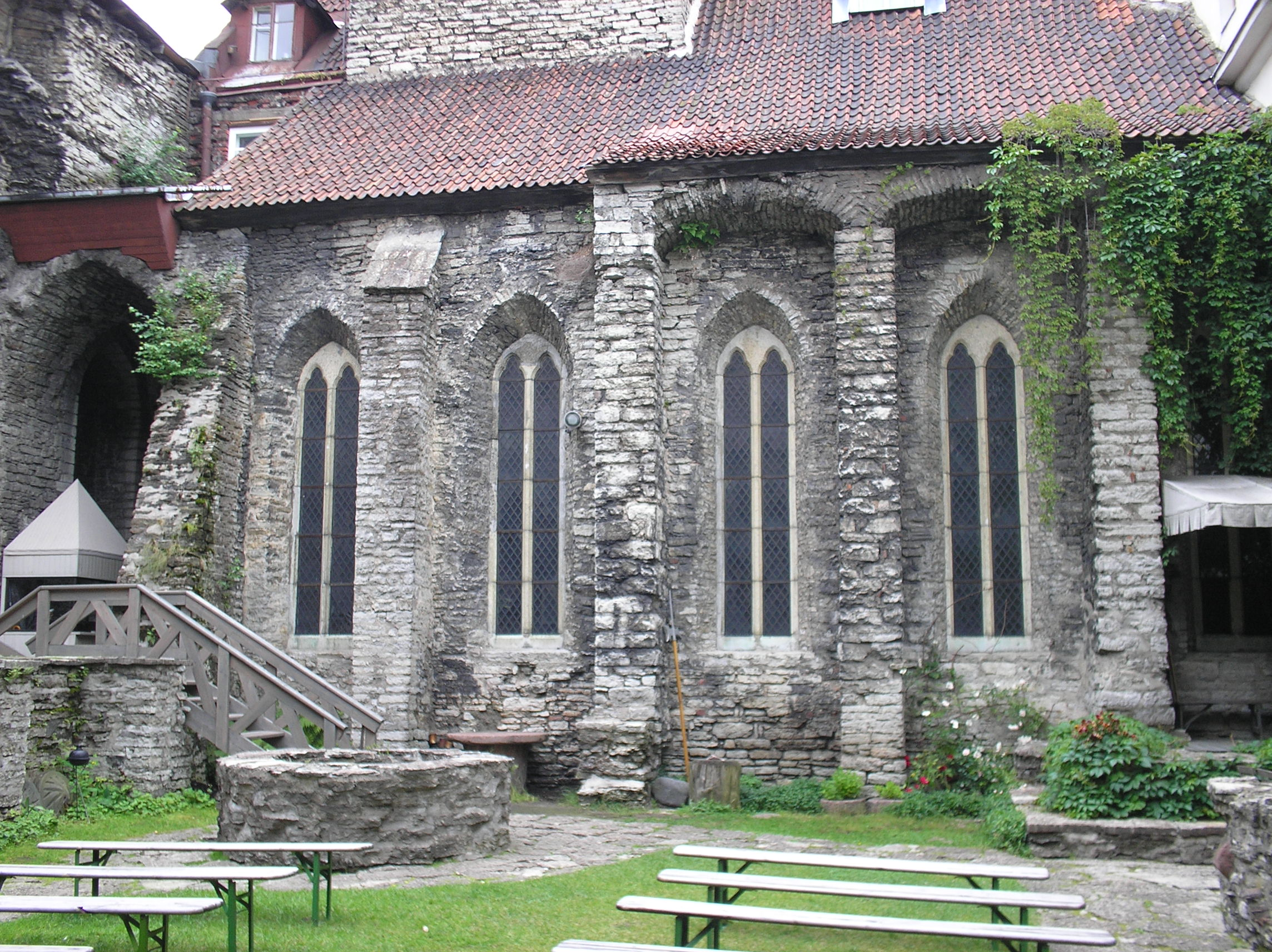
Monasterio de Santa Catalina de Siena

La sede de la diócesis se encuentra en la ciudad de Tallin, en donde se halla la Catedral de San Pedro y San Pablo y la excatedral de Santa María (ex diócesis de Reval), que desde 1561 es luterana y hoy pertenece a la Iglesia evangélica luterana de Estonia.

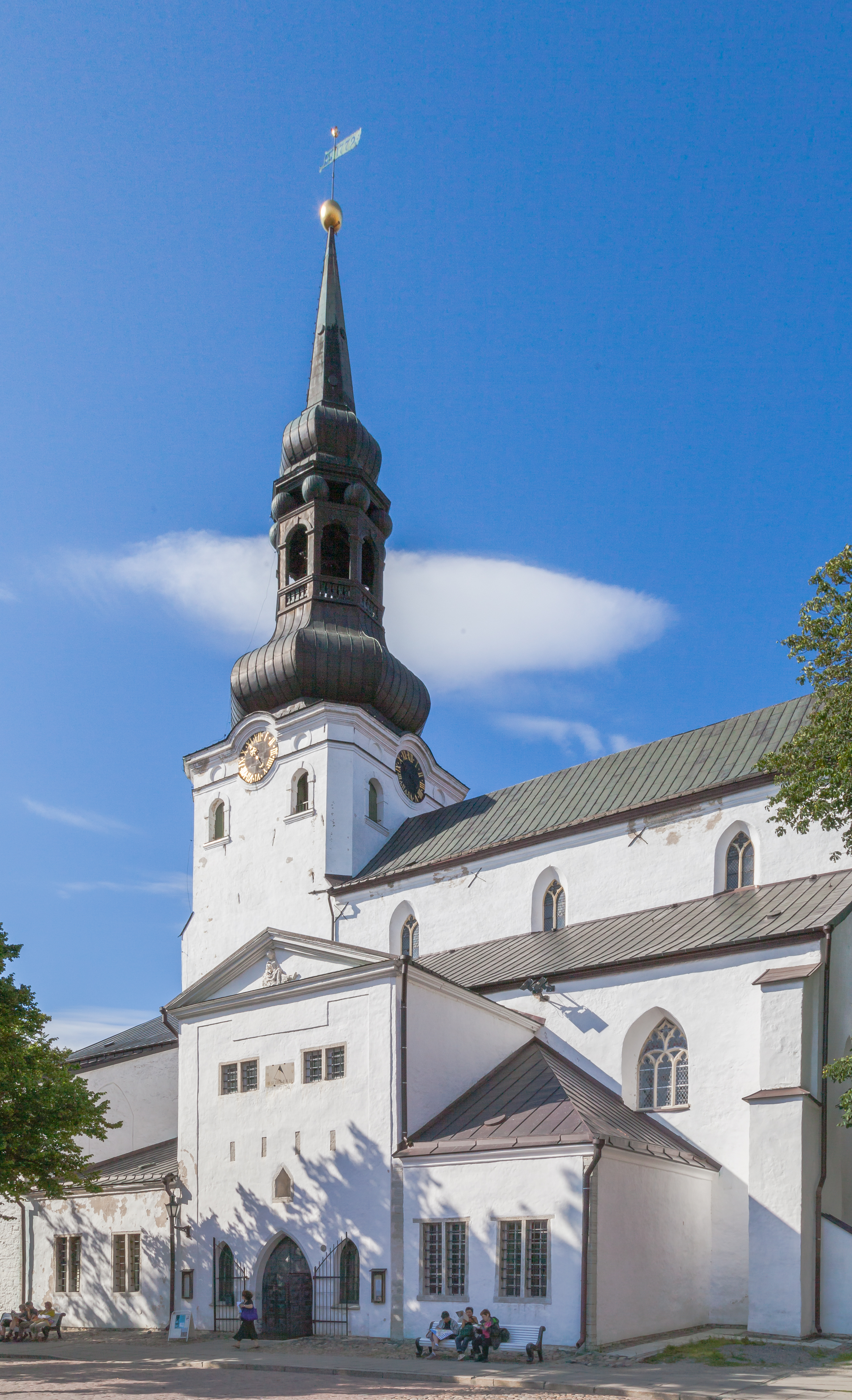
Catedral de Santa María, en Tallin. Fue la catedral católica de la diócesis de Reval y desde 1561 pertenece a la Iglesia evangélica luterana de Estonia

Según el censo nacional de Estonia de 2000, los católicos se distribuyeron por nacionalidad de la siguiente manera: estonios (1736), polacos (867), bielorrusos (831), lituanos (749), rusos (713), ucranianos (290), letones (182), finlandeses (77), alemanes (73), otros (227).
En 2022 en la entonces administración apostólica de Estonia existían 10 parroquias:
- Catedral de San Pedro y San Pablo, en Tallin;
- Parroquia San Antonio, en Narva;
- Parroquia San José, en Ahtme;
- Parroquia de los Santos Jorge y Adalberto, en Sillamäe;
- Parroquia Santa Clara, en Kiviõli;
- Parroquia San Miguel Arcángel, en Rakvere;
- Parroquia Espíritu Santo, en Valga;
- Parroquia Santuario de la Inmaculada Concepción de la Virgen María, en Tartu;
- Parroquia San Juan Apóstol, en Pärnu.
- Parroquia de la Madre de Dios de las Tres Manos, en Tallin (pertenece a la Iglesia greco-católica ucraniana).[3]

Otras comunidades católicas organizadas existen en:
- Viljandi (en la capilla luterana de San Pablo);
- Sompa (en el Sompa Culture Center);
- Kohtla-Järve (en el Seniors Day-Center);
- Paide (en la capilla de la Iglesia nueva apostólica).

Existen además:
- Capilla del convento brigidino, en el distrito de Pirita, en Tallin;
- Capilla del monasterio dominico de Santa Catalina de Siena, en Tallin;
- Capilla del convento de las Misioneras de la Caridad, en Tallin;
- Capilla de San Atanasio, en Tallin;
- Capilla de los Santos Nicolás y Pedro Sanzi, en Tallin.

## Historia

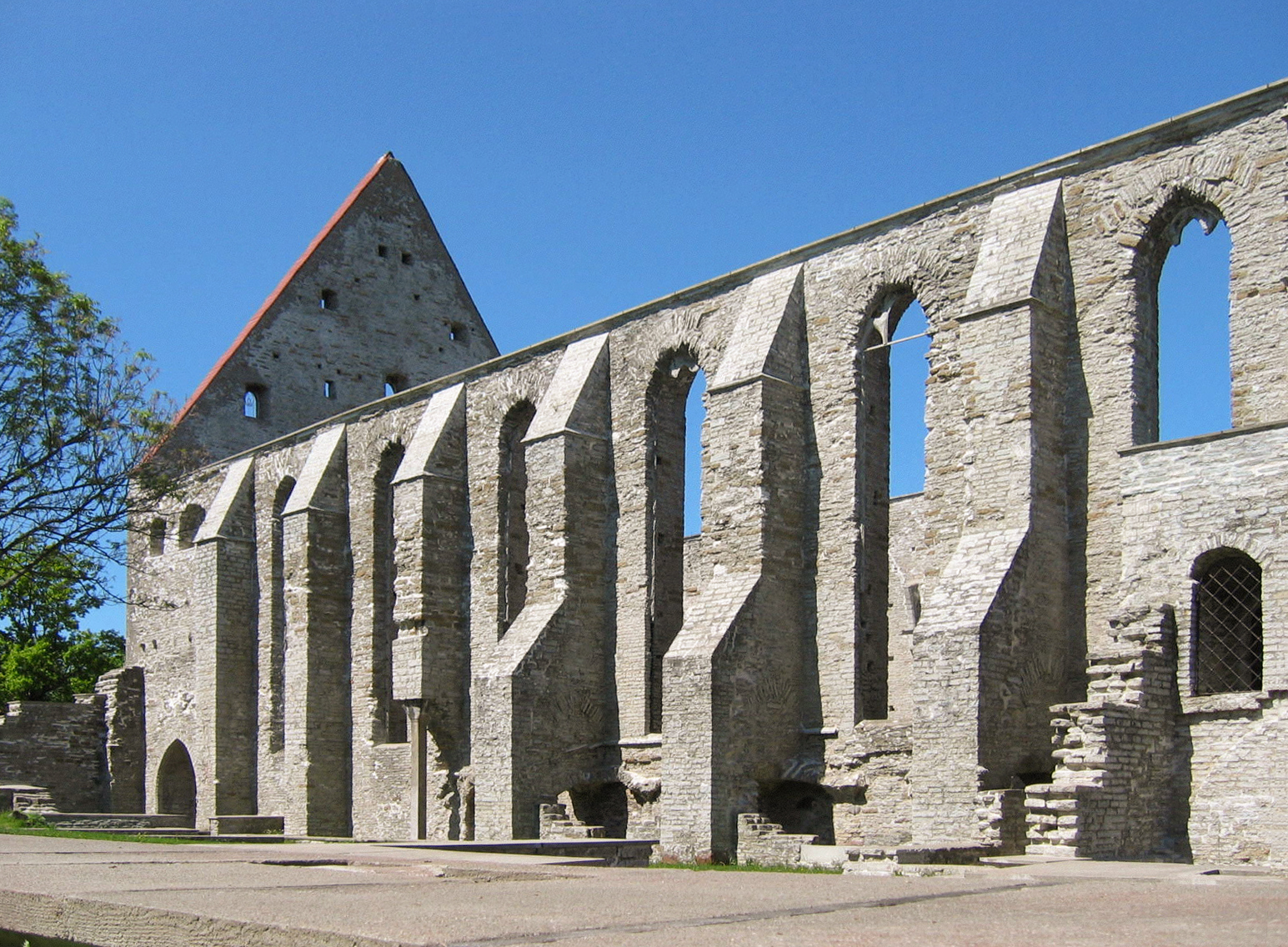
Ruinas del convento de Pirita

Tallin fue durante siglos la sede de la diócesis de Reval (Reval fue el nombre de Tallin hasta el final de la Primera Guerra Mundial), pero fue suprimida con la afirmación del protestantismo en Estonia y en general en la región del Báltico. Su último obispo en comunión con la Santa Sede fue Friedrich von Ampten, quien murió en 1557. Posteriormente, a partir de finales del siglo XVIII, se formaron comunidades católicas en Estonia bajo la arquidiócesis de Mogilev).
Después de que Estonia declaró su independencia el 24 de febrero de 1918, el Estado garantizó a los ciudadanos la libertad de conciencia. La Santa Sede reconoció la independencia de Estonia el 10 de octubre de 1921 y la administración apostólica de Estonia fue erigida el 1 de noviembre de 1924 separando territorio de la arquidiócesis de Riga.
Cuando Estonia fue anexada a la Unión Soviética en 1940 había alrededor de 5000 católicos en el país. Durante el período soviético, la Iglesia católica en Estonia fue reprimida, todas las iglesias menos dos fueron cerradas y muchos sacerdotes pasaron por prisiones y campos. En 1941 el administrador apostólico Eduard Profittlich fue arrestado, trasladado a la prisión de Kírov en Rusia y condenado a ser fusilado por espionaje a favor de Alemania. Murió el 22 de febrero de 1942, antes de la ejecución de la sentencia. Desde entonces la sede estuvo vacante durante cincuenta años (sedisvacantia rerum politicarum causa).
Después del colapso de la Unión Soviética y la restauración de la independencia de Estonia el 28 de agosto de 1991, se restablecieron las relaciones diplomáticas entre la República de Estonia y la Santa Sede. En 1992 el papa Juan Pablo II confió la sede a los nuncios apostólicos en Estonia, mientras que a partir del 1 de abril de 2005 volvió a tener su propio obispo.
En septiembre de 1993 recibió la visita de Juan Pablo II y el 25 de septiembre de 2018 la del papa Francisco, en el marco de sendos viajes apostólicos.
El 26 de septiembre de 2024 fue elevada al rango de diócesis, tomando su nombre actual.

## Estadísticas
Según el Anuario Pontificio 2023 la entonces administración apostólica de Estonia tenía a fines de 2022 un total de 6700 fieles bautizados.
| Año                                                                             | Población            | Población | Población      | Sacerdotes | Sacerdotes    | Sacerdotes    | Bautizados por sacerdote | Diáconos permanentes | Religiosos | Religiosos | Parroquias |
| Año                                                                             | Bautizados católicos | Total     | % de católicos | Total      | Clero secular | Clero regular | Bautizados por sacerdote | Diáconos permanentes | Varones    | Mujeres    | Parroquias |
| ------------------------------------------------------------------------------- | -------------------- | --------- | -------------- | ---------- | ------------- | ------------- | ------------------------ | -------------------- | ---------- | ---------- | ---------- |
| 1999                                                                            | 3500                 | 1 453 000 | 0.2            | 8          | 5             | 3             | 437                      |                      | 6          | 17         | 5          |
| 2000                                                                            | 3500                 | 1 443 000 | 0.2            | 8          | 6             | 2             | 437                      |                      | 2          | 19         | 5          |
| 2001                                                                            | 3500                 | 1 370 000 | 0.3            | 9          | 5             | 4             | 388                      |                      | 4          | 19         | 5          |
| 2002                                                                            | 5745                 | 1 371 835 | 0.4            | 12         | 6             | 6             | 478                      |                      | 6          | 15         | 5          |
| 2003                                                                            | 5745                 | 1 370 000 | 0.4            | 11         | 6             | 5             | 522                      |                      | 5          | 19         | 5          |
| 2004                                                                            | 5745                 | 1 370 000 | 0.4            | 14         | 9             | 5             | 410                      |                      | 5          | 21         | 6          |
| 2007                                                                            | 6000                 | 1 370 000 | 0.4            | 12         | 8             | 4             | 500                      |                      | 4          | 19         | 9          |
| 2008                                                                            | 5745                 | 1 350 000 | 0.4            | 14         | 12            | 2             | 410                      |                      | 2          | 20         | 9          |
| 2011                                                                            | 5745                 | 1 340 000 | 0.4            | 6          | 3             | 3             | 957                      |                      | 3          | 20         | 9          |
| 2017                                                                            | 6500                 | 1 263 000 | 0.5            | 14         | 12            | 2             | 464                      |                      | 2          | 19         | 9          |
| 2020                                                                            | 6520                 | 1 327 830 | 0.5            | 13         | 11            | 2             | 501                      |                      | 2          | 19         | 10         |
| 2022                                                                            | 6700                 | 1 364 000 | 0.5            | 13         | 12            | 1             | 515                      |                      | 1          | 19         | 10         |
| Fuente: Catholic-Hierarchy, que a su vez toma los datos del Anuario Pontificio. |                      |           |                |            |               |               |                          |                      |            |            |            |

## Episcopologio

### Administradores apostólicos de Estonia
- Antonino Zecchini, S.I. † (1 de noviembre de 1924-11 de mayo de 1931 renunció)
- Eduard Profittlich, S.I. † (11 de mayo de 1931-22 de febrero de 1942 falleció)
  - Sede vacante (1942-1992)
- Justo Mullor García † (15 de abril de 1992-2 de abril de 1997 nombrado nuncio apostólico en México)
- Erwin Josef Ender † (9 de agosto de 1997-19 de mayo de 2001 nombrado nuncio apostólico en la República Checa)
- Peter Stephan Zurbriggen † (15 de noviembre de 2001-23 de marzo de 2005 renunció)
- Philippe Jean-Charles Jourdan (1 de abril de 2005-26 de septiembre de 2024 nombrado obispo de Tallin)

### Obispos de Tallin
- Philippe Jean-Charles Jourdan, desde el 26 de septiembre de 2024